# Molycria
Molycria là một chi nhện trong họ Gnaphosidae.